# Zabel Oseborn
Zabel Oseborn (* in Stralsund; † 1526 ebenda) war über dreißig Jahre lang Bürgermeister in Stralsund.
Zabel (auch: Sabel) Oseborn war der Sohn des Stralsunder Ratsherren Johannes Oseborn und Brigitte Rubenows, der Nachfahrin des Greifswalder Bürgermeisters Heinrich Rubenow, dessen Wappen und Besitztümer mit dem Erbe auf ihn übergingen.
Oseborn war ab 1490 Altermann der Gewandschneider. Er wurde 1491 in den Rat der Stadt und 1494 dort zum Bürgermeister gewählt. Oseborn vermittelte u. a. in einem Streit zwischen dem Landesherren der Stadt, Bogislaw X. von Pommern und Stralsund.
Er unterstützte zunächst seinen Schwiegersohn, Christoph Lorbeer, der seit 1507 Ratsmitglied war. In einem Streit mit dem Bürgermeister Henning Mörder um das Gut Mützkow schuf er sich in diesem und seinen Nachfahren, darunter Roloff Möller, erbitterte Feinde, die später auch scharf gegen ihn im Rat vorgingen. Oseborn war Anhänger des Katholizismus und Gegner der Reformation sowie der neuen Ratsverfassung, die das aristokratische Ratsgefüge aufbrach.
Oseborn verstarb 1526 in Stralsund.